# TIPA
TIPA – wolne oprogramowanie umożliwiające stosowanie międzynarodowego alfabetu fonetycznego (MAF, ang. IPA) oraz innych znaków fonetycznych dla systemów TeX oraz LaTeX.
Napiasne przez Rei Fukui oprogramowanie bazuje na jego wcześniejszej pracy TSIPA.
Znaki TIPA są umieszczane w dokumencie LaTeX przy użyciu jednej z następujących metod:
\textipa{...}
{\tipaencoding ...}
\begin{IPA} ... \end{IPA}